# Chopstick Brothers
Chopstick Brothers (chiń. upr. 筷子兄弟, pinyin Kuàizi xiōngdì) – chiński duet, w którego skład wchodzą Xiao Yang i Wang Taili. Zadebiutowali w 2007 roku produkcją filmu muzycznego Nán yì jì huíyìlù (chiń. 男艺妓回忆录). W 2014 roku napisali, wyreżyserowali i zagrali w pełnometrażowym filmie fabularnym Old Boys: The Way of the Dragon (chiń. 老男孩之猛龙过江). Piosenka przewodnia filmu, „Little Apple”, zdobyła nagrodę „International Song Award” na American Music Awards w 2014 roku.

## Filmografia
- 2007: Nán yì jì huíyìlù (chiń. 男艺妓回忆录)
- 2008: Nǐ zài nǎlǐ (chiń. 你在哪里)
- 2010: Lǎo nánhái (chiń. 老男孩)
- 2011: Yíngjiā (chiń. 赢家)
- 2011: Yǔ shíshàng tóngjū (chiń. 与时尚同居)
- 2012: Fùqīn (chiń. 父亲)
- 2012: Dàjiā ài qǐlái (chiń. 大家爱起来)
- 2013: Módēng niándài (chiń. 摩登年代)
- 2014: Old Boys: The Way of the Dragon (chiń. 老男孩之猛龙过江) (reżyseria i scenariusz)
- 2015: Wojna imperiów
- 2015: Tángrénjiē tàn àn (chiń. 唐人街探案)
- 2016: Super Express (chiń. 超级快递)
- 2017: Qíng shèng some like it hot (chiń. 情聖 some like it hot)
- 2017: Juézhàn shíshén (chiń. 決戰食神)
- 2018: Tángrénjiē tàn àn 2 (chiń. 唐人街探案2)
- 2018: Měng chóngguò jiāng (chiń. 猛蟲過江)
- 2018: Wǔlín guàishòu (chiń. 武林怪獸)
- 2018: Tiānqì yù bào (chiń. 天氣預爆) (Xiao Yang – reżyseria, scenariusz i produkcja)
- 2019: Wùshā (chiń. 误杀)
- 2020: Réncháo xiōngyǒng (chiń. 人潮汹涌)
- 2021: Tángrénjiē tàn àn 3 (chiń. 唐人街探案3)
- 2021: Wǒ de jiějiě (chiń. 我的姐姐)